# 대구 신무동 삼성암지 마애약사여래입상
대구 신무동 삼성암지 마애약사여래입상(大邱 新武洞 三省庵址 磨崖藥師如來立像)은 대한민국 대구광역시 동구 신무동에 있는 마애불이다. 1988년 5월 30일 대구광역시의 유형문화재 제21호로 지정되었다.

## 개요
대구광역시 동구 신무동 암벽에 조각되어 있는 약사여래상이다.
민머리 위에는 상투 모양의 머리묶음이 커다랗게 솟아있고, 귀는 길게 늘어져 있다. 불상의 어깨는 자연스럽게 처리되었고, 단조로운 옷주름이 전면을 장식해 입체감을 주고 있다. 오른손은 밑으로 내려 가볍게 옷자락을 잡고 있고, 왼손은 가슴 아래로 올려서 약사여래의 상징인 구슬 모양의 약그릇을 들고 있다.
풍화로 인한 마멸 때문에 선명하게 보이지는 않지만 전체적인 표현에서 당나라 풍의 훌륭한 용모가 엿보이는 불상으로, 신라의 기법에서 고려로 전환되는 마애불의 변화를 이해하는데 좋은 작품으로 평가되고 있다.

## 참고 문헌
- 신무동삼성암지마애약사여래입상 - 국가유산청 국가유산포털